# スーセントマリー (オンタリオ州)

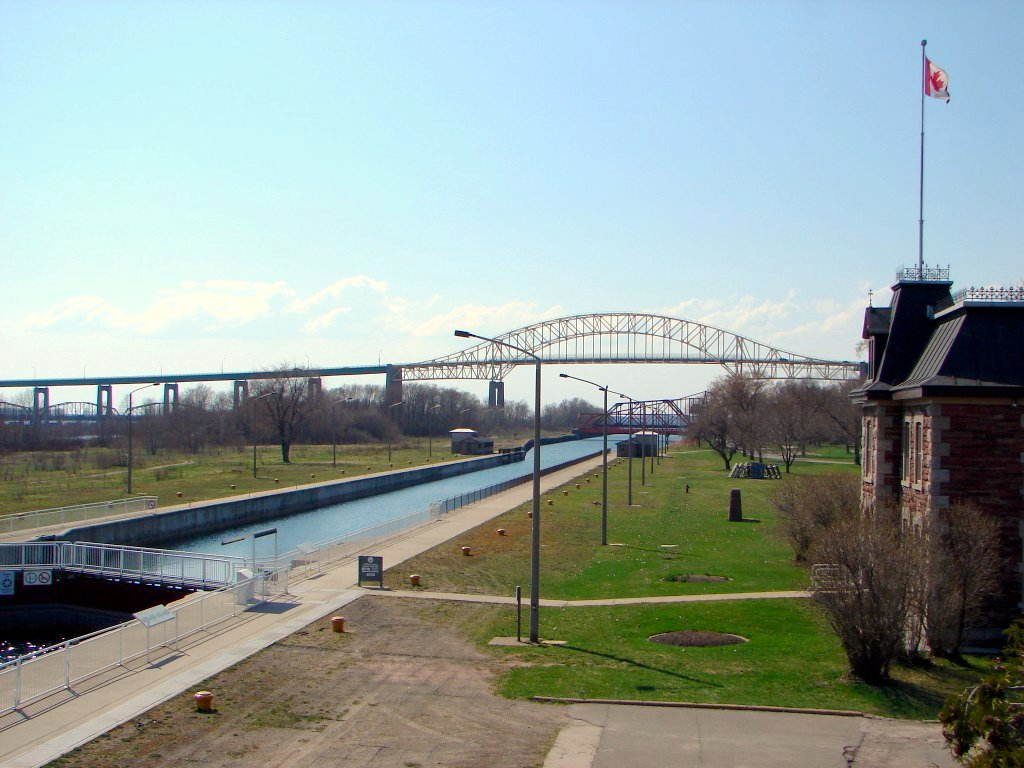
スー・セント・マリー運河国定史跡

スー・セント・マリー（英: Sault Ste. Marie、仏: Sault-Sainte-Marie）は、カナダ・オンタリオ州の都市。人口は7万2051人（2021年）。オンタリオ州北部では、サドバリー、サンダーベイに続いて3番目の人口規模である。通称は「ザ・スー」（the Sault、the Soo）。
カナダ＝アメリカ合衆国国境のセント・マリー川の北岸に位置する。川の対岸にはアメリカの「スー・セント・マリー」があり、双子都市となっている。インターナショナル・ブリッジ (International Bridge) で連絡している。オンタリオ州北部の各都市と同様に、1990年代の始めから人口の減少が見られ、人口8万4,000人から落ち込んでいる。

## 都市名の由来
街の名はセント・マリー川の急流を意味するフランス語"Saults de Sainte-Marie"に由来する。英語では"Saint Mary's Falls"となるが、仏語の語源的に"sault"は、ジャンプや跳躍を意味する"saut"の古い用法のスペルである。しかしながら、1600年代に使われていた"sault"の用法に、滝や急流を意味するものが残っており、同源のスペイン語であるsaltoは現在でも急流を意味している（例: サルト (ウルグアイ)）。現代のフランス語の用法では同義語でシュト（chutes）やラピド（rapides）がより一般的で、スー（sault）のほとんどは、17世紀に名づけられた地名に限定して残っている。

## 歴史
このエリアは当初、先住民オジブワ族の言葉で急流な場所を意味する「Baawitigong」と呼ばれ、セント・マリー川で白身魚が獲れる季節にはオジブワ族の拠点となっていた。
1623年に訪れた最初のフランス人はこの地をルイ13世の弟、オルレアン公爵ガストン (Gaston, Duke of Orléans) を称え、スー・デ・ガストン（Sault de Gaston）と呼んだ。1668年、イエズス会のフランス人宣教師は、スー・セント・マリー（Sault Sainte Marie）と改名し、川の南側、現在のミシガン州に位置するスー・セント・マリーに入植地を開いた。1887年には町政となり、1912年には市政となった。
第二次世界大戦中の1941年、真珠湾攻撃があったことで、船舶の重要な航路にあたるスー・セント・マリーの運河（閘門）への防衛上の関心が高まった。ドイツによる北からの攻撃に備え相当数の駐屯部隊が組織された。空路でノルウェーから街までの距離は、街からニューヨークまでの距離と変わらないため、射程圏の広い爆撃機が開発されたことで、不意に空からの襲撃があるのではないかという恐怖が生まれた。これにより軍の防衛戦略は北極圏へと向けられた。
これを契機に「防衛上の永続的な合同委員会（Permanent Joint Board on Defence）」と呼ばれるカナダとアメリカの合同委員会が、運河を守るため、米国空軍 (United States Army Air Forces) とカナダ空軍 (Royal Canadian Air Force) による対空防衛の重要な拠点を設置するに至った。
対空防衛の訓練施設がスー・セント・マリーの北100 km、スペリオル湖に面した場所に建設され、阻塞気球 (Barrage balloon) の導入を始めとして、航空機の進入を事前に察知するレーダーが5箇所、オンタリオ州北部に設置された。
数年後の1943年、これらの多くの防衛施設は過度なものとして撤去されることになり、防衛の拠点として位置づけは縮小された。

## 経済
街は製鉄が盛んで、アルゴマ製鋼 (Algoma Steel) が市内では単独での最大雇用主である。
街にはアルゴマ製鋼などの精錬会社を始めとして、クロム鉱山があり、軍や運輸関連の製品を生産する上で重要な存在であった。そのため、1940年代の戦時中、製鉄とクロムの生産は、カナダとアメリカに大きな重要性をもたらした。
1960年代初期から1970年代にかけて、スー・セント・マリーは大きく発展した。しかし、製鉄の需要が著しく落ちて以降、製鉄業界は縮小した。アルゴマ製鋼も倒産の憂き目に合い、多くの人員削減が行われた。近年、アルゴマ製鋼は、オンタリオ州政府との合意で無利子のローンを返済することで決着。2004年、アルゴマ製鋼は再び利益が出るまでに回復した。
林業も重要な産業であり、業界ではセント・マリー製紙 (St. Mary's Paper) が街の最大手。
アウトソーシング業務であるコールセンターが街の新しい主要な産業として入っており、市内に入っているコールセンター5つを合わせると街最大の雇用体となっている。
他の大きな雇用主は、オンタリオ・ロッテリー・ゲーミング・コーポレーション (Ontario Lottery and Gaming Corporation) （OLG）であり、コールセンターとアルゴマ製鋼に続いて、3番目の大きな雇用体である。

## 交通
- スー・セント・マリー空港 (Sault Ste. Marie Airport) 、IATA空港コード：YAM、ICAO空港コード：CYAM）
- スー・セント・マリー・トランジット (Sault Ste. Marie Transit) ：スー・セント・マリーの交通局。
- アルゴマ・セントラル鉄道 (Algoma Central Railway) ：スー・セント・マリーからハースト (Hearst) を結ぶ。アガワ渓谷を走る観光列車としても知られる。

## 観光

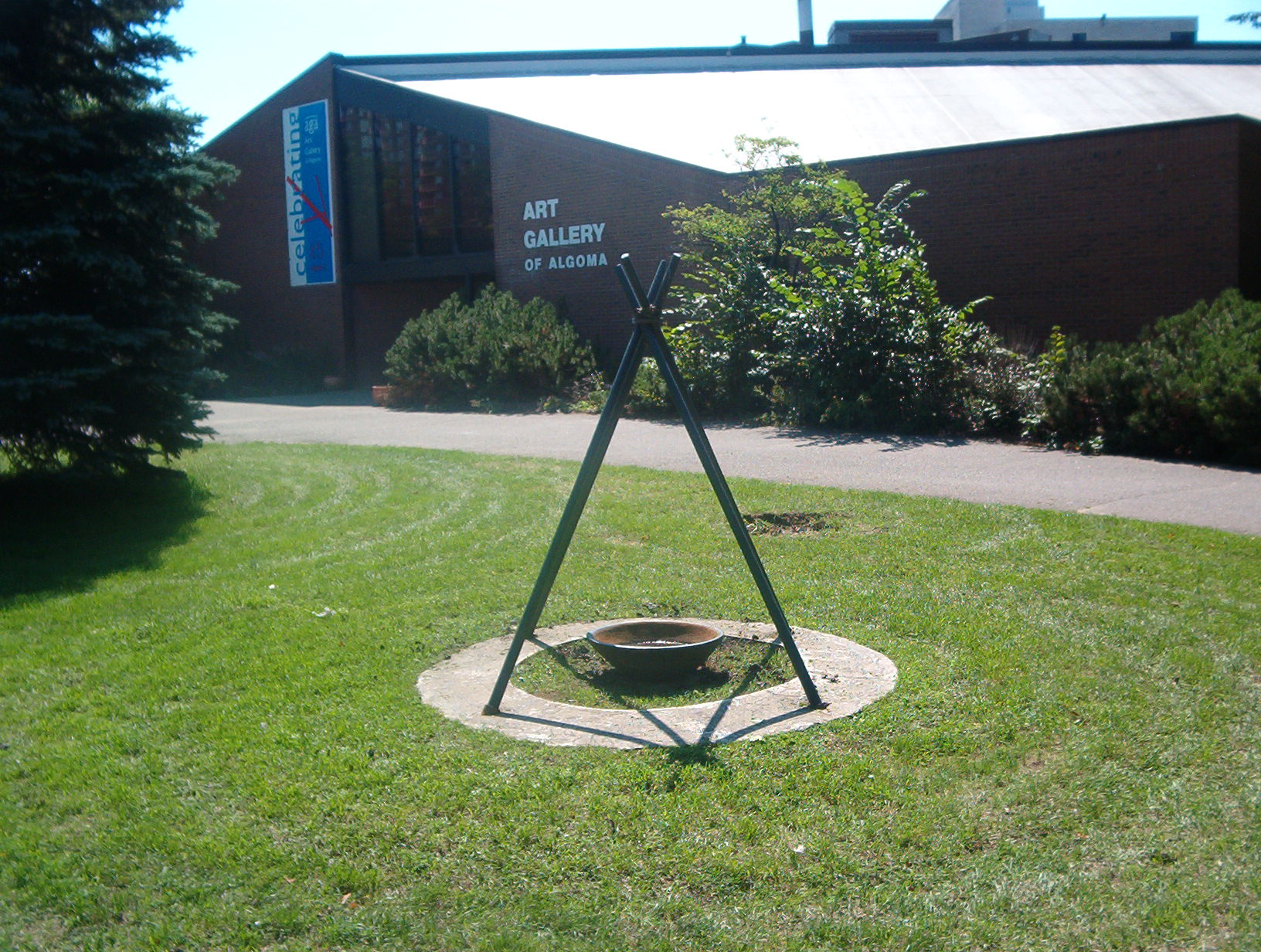
アルゴマ美術館

- ブッシュプレイン・ヘリテージ・センター（Canadian Bushplane Heritage Centre）：飛行機と森林保護を目的とした施設。
- スーセントマリー運河 (Sault Ste. Marie Canal) ：国定史跡。
- アルゴマ・セントラル鉄道 (Algoma Central Railway) ：アガワ渓谷 (Agawa Canyon) の観光列車。
- カジノ・スーセントマリー (Casino Sault Ste. Marie)
- アルゴマ美術館（Art Gallery of Algoma）

### 州立公園
- パンケーキ湾州立公園 (Pancake Bay Provincial Park)
- スペリオル湖州立公園 (Lake Superior Provincial Park)
- バッチャワナ湾州立公園（Batchawana Bay Provincial Park）

## 人口統計
イギリス系とフランス系が多数を占めるが、イタリア系のコミュニティも多い。先住民の人口も顕著で、都市の近くに3つの先住民居住区がある。
多くの人々がオンタリオ州南部の大都市へより良い職を求めて移っているため、都市の人口は減少傾向にある。それでも14歳以下の人口は今もなお65歳以上の人口を上回っている。
人口の91.6%がイタリア系やフランス系、イギリス系、スカンジナビア系、南ヨーロッパ系などを含むヨーロッパをルーツに持っている。先住民は7.8%、残りは中国系、アジア系、アフリカ系、フィリピン系など。
宗教はキリスト教徒が圧倒的に多く人口の85.9%を占め、その中でもロマン・カトリックが最も大きな勢力である。

## 教育
- スー・カレッジ (Sault College)
- アルゴマ・ユニバーシティ・カレッジ (Algoma University College)

## 行政
アルゴマ地区の行政府が置かれている。

## スポーツ
ジョン・ローズ・センター（John Rhodes Centre）にはスケートボード用のスケートパークがある（Superior Community Skatepark Association）。